# Long Crendon
Long Crendon est une paroisse civile et un village du Buckinghamshire, en Angleterre.